# Dekanat Clackmannanshire
Dekanat Clackmannanshire – jeden z 6 dekanatów rzymskokatolickiej diecezji Dunkeld w Szkocji. 
Według stanu na październik 2016 w skład dekanatu wchodziło 3 parafie rzymskokatolickie. 

## Lista parafii
Źródło:
| Lp. | Miejscowość | Parafia                         | Grafika | Kościół                                | Adres                                                |
| --- | ----------- | ------------------------------- | ------- | -------------------------------------- | ---------------------------------------------------- |
| 1   | Alloa       | Parafia św. Mungo               |         | Kościół św. Mungo w Alloa              | 25 Mar Street Alloa. Clackmannanshire FK10 1HR       |
| 2   | Alva        | Parafia św. Jana Marii Vianneya |         | Kościół św. Jana Marii Vianneya w Alva | East Stirling Street Alva. Clackmannanshire FK12 5HA |
| 3   | Tullibody   | Parafia św. Bernadetty          |         | Kościół św. Bernadetty w Tullibody     | Baingle Brae Tullibody. FK10 2SG                     |